# Мечеть Рустема-паши
Мечеть Рустема-паши (тур. Rüstem Paşa Camii) — мечеть в Стамбуле. Мечеть расположена в новой части города на площади Новой мечети в районе Эминёню и Галатского моста.
Мечеть сооружена по приказу зятя султана Сулеймана Законодателя великим визирем Рустем-пашой в 1561 году. Архитектором мечети был назначен Синан, который за 4 года до этого построил мечеть Сулеймание. Внутри мечеть хорошо освещена, пол выложен коврами. Мечеть имеет один минарет.